# Чемпионат России по конькобежному спорту 1911
Чемпионат России по конькобежному спорту в классическом многоборье 1911 года — 23-й чемпионат России, который прошёл в феврале 1911 года в Москве на катке Зоологического сада. В первенстве принимали участие только мужчины.
Чемпионом России стал москвич Василий Ипполитов, призёрами — Никита Найдёнов и В. Камжалов (оба — Москва).
С 1908 года первенство разыгрывается на трех дистанциях 500, 1500 и 5000 метров. Для получения звания чемпиона России необходимо было победить на двух дистанциях. Последующие места распределялись по сумме очков на дистанциях. Все дистанции разыгрывались в один день.

## Результаты чемпионата
| место     | спортсмен         | город  | очки | 500 м    | 1500 м     | 5000 м      |
| --------- | ----------------- | ------ | ---- | -------- | ---------- | ----------- |
| 1         | Василий Ипполитов | Москва | 3    | 51,2 (1) | 2.50,2 (1) | 10.05,4 (1) |
| 2         | Никита Найдёнов   | Москва | 7    | 52,4 (3) | 2.57,0 (2) | 10.12,0 (2) |
| 3         | В. Камжалов       | Москва | 10   | (4)      | 3.01,0 (3) | 10.58,0 (3) |
| без места | Николай Плевако   | Москва | -    | 51,4 (2) | -          | -           |